# Meck Mothuli
Meck Mothuli (ur. 12 kwietnia 1976) – południowoafrykański lekkoatleta, który specjalizował się w biegach długich.
W 1992 i 1993 zdobył cztery medale, w rozgrywanej w owym czasie kategorii juniorskiej, mistrzostw świata w półmaratonie. Dziewiąty zawodnik biegu juniorów w mistrzostwach świata w biegach przełajowych (1994).
Medalista mistrzostw RPA, rekordzista kraju w kategoriach juniorskich.
Rekordy życiowe: półmaraton – 1:01:24 (13 sierpnia 1995, Durban); bieg maratoński – 2:13:35 (4 marca 2001, Durban).

## Osiągnięcia indywidualne
| Rok  | Impreza                                   | Miejsce             | Konkurencja   | Lokata     | Wynik   |
| ---- | ----------------------------------------- | ------------------- | ------------- | ---------- | ------- |
| 1992 | Mistrzostwa świata w półmaratonie         | Newcastle upon Tyne | bieg juniorów | 3. miejsce | 1:05:01 |
| 1993 | Mistrzostwa świata w półmaratonie         | Bruksela            | bieg juniorów | 1. miejsce | 1:02:11 |
| 1994 | Mistrzostwa świata w biegach przełajowych | Budapeszt           | bieg juniorów | 9. miejsce | 25:13   |